# Ciurești (okręg Gałacz)
Ciurești – wieś w Rumunii, w okręgu Gałacz, w gminie Bălășești. W 2011 roku liczyła 377 mieszkańców.